# Amusement IC
Amusement IC是世嘉、万代南梦宫游乐、科乐美和太东提供的用于街机游戏和相关服务的IC卡所搭载的平台。

## 总览
迄今为止，针对街机游戏，世嘉推出了Aime卡、万代南梦宫推出了BANAPASSPORT卡、科乐美推出了e-AMUSEMENT PASS卡和太东推出了NESiCA卡。使得玩家在游戏厅游玩的时候，往往需要携带多张游戏卡，很是不便。
2018年，世嘉、万代南梦宫和科乐美联合打造了Amusement IC平台，太东翌年加入。四家公司发售了各自带有Amusement IC认证的游戏卡，各公司街机亦升级至可以接纳Amusement IC的版本。至此，玩家仅需要携带任意一张带有Amusement IC标识的卡片便可游玩全部支持Amusement IC的街机。

## 支持Amusement IC的部分游戏
本列表仅举出部分支持的游戏，详细版请查阅下方官方网站。

### 世嘉系
- maimai
- 艦隊Collection街机版
- 中二节奏（日语：チュウニズム）
- 音击
- 初音未来: 歌姬计划 Arcade
- 头文字D The Arcade

### 万代南梦宫系
- 太鼓达人
- 铁拳7
- 灣岸Mid-Night Maximum Tune系列

### 科乐美系
- jubeat
- SOUND VOLTEX
- DanceEvolutionAC
- beatmania IIDX
- Pop'n music
- NOSTALGIA
- REFLEC BEAT
- DANCE RUSH

### 太东系
- 电车GO!系列街机版